# Epsilon Persei
Epsilon Persei (45 Persei) é uma estrela na direção da constelação de Perseus. Possui uma ascensão reta de 03h 57m 51.22s e uma declinação de +40° 00′ 37.0″. Sua magnitude aparente é igual a 2.90. Considerando sua distância de 538 anos-luz em relação à Terra, sua magnitude absoluta é igual a −1.57. Pertence à classe espectral B0.5V. É uma estrela variável β Cephei.